# Dome Peak
Dome Peak – góra w USA, w stanie Waszyngton, położona 22 km na północ od Glacier Peak. Wierzchołek leży w hrabstwie  Skagit jednak granica z hrabstwem Chelan przebiega po jego zachodniej stronie, przez co cała góra leży w obu hrabstwach. 

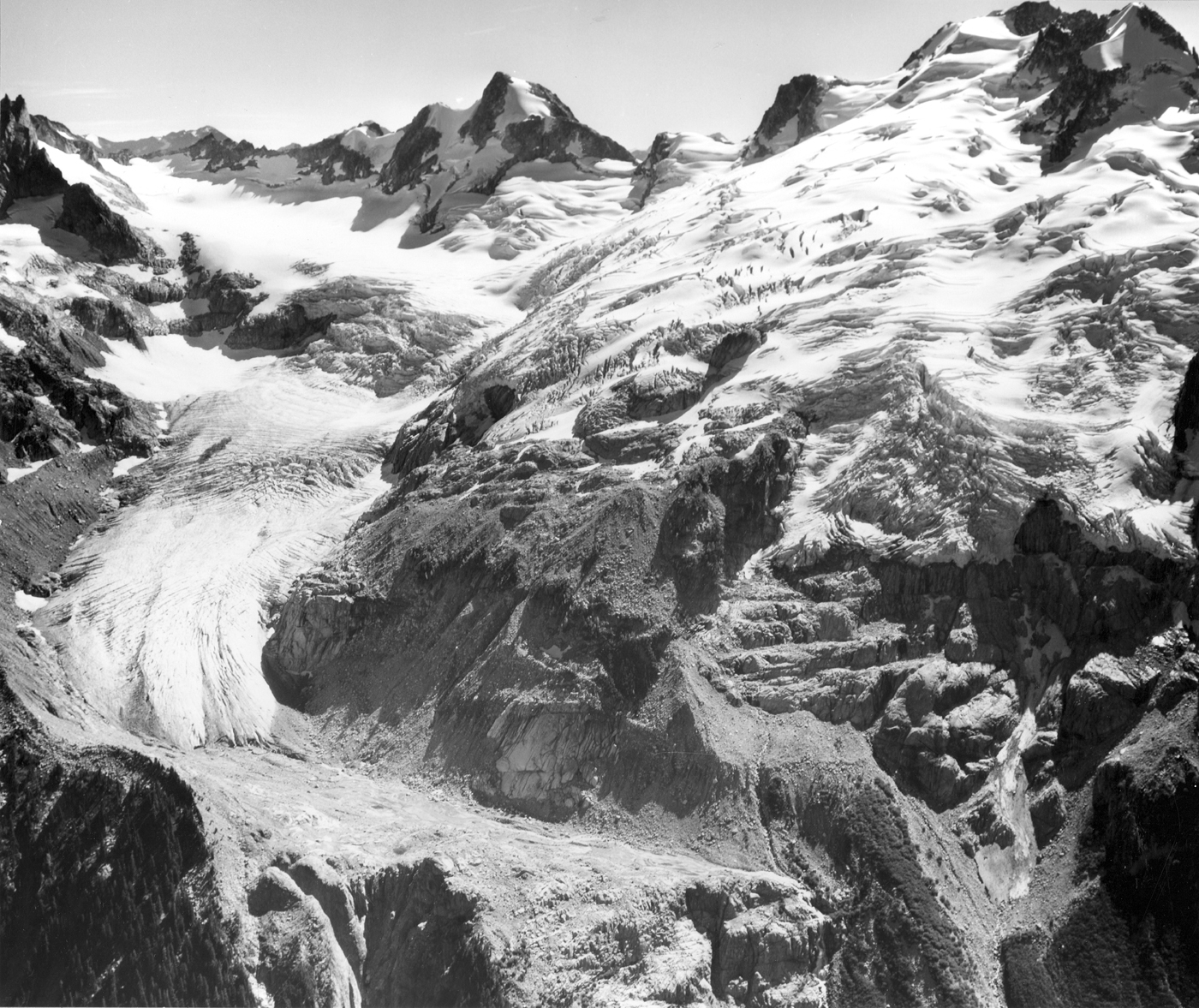
Lodowiec Chickamin Glacier

Spod szczytu spływają dwa duże lodowce, po wschodniej i północnej stronie Chickamin Glacier, a po zachodniej Dome Glacier. Najbliższą wyższą górą jest Bonanza Peak, odległy o 14 km na wschód.
Szczyt Dome Peak leży na terenie Glacier Peak Wilderness. Przebywanie i obozowanie na szlaku w Glacier Peak Wilderness wymaga posiadania przy sobie ważnego zezwolenia. Jest jednym z wyższych szczytów w tym parku, a lodowiec Chickamin Glacier jednym z najrozleglejszych. 
Trasa wspinaczkowa na szczyt jest wymagająca, a duże przewyższenie i odległość sprawiają, że przejście całego szlaku prowadzącego nań zajmuje trzy dni. Na szczyt prowadzi także inny szlak, ale jest on jeszcze dłuższy.